# Alexia Djilali
Alexia Djilali (Mulhouse, 27 ottobre 1987) è una pallavolista francese.
Gioca nel ruolo di schiacciatrice nel Vandœuvre Nancy.

## Carriera
La carriera di Alexia Djilali inizia nella stagione 2002-03 nell'ASPTT Mulhouse, in Pro A, club a cui resta legata per undici stagioni; nel 2006 ottiene le prime convocazioni nella nazionale francese.
Nella stagione 2014-15 viene ingaggiata dal Vandœuvre Nancy, sempre in Ligue A.